# لسیتین

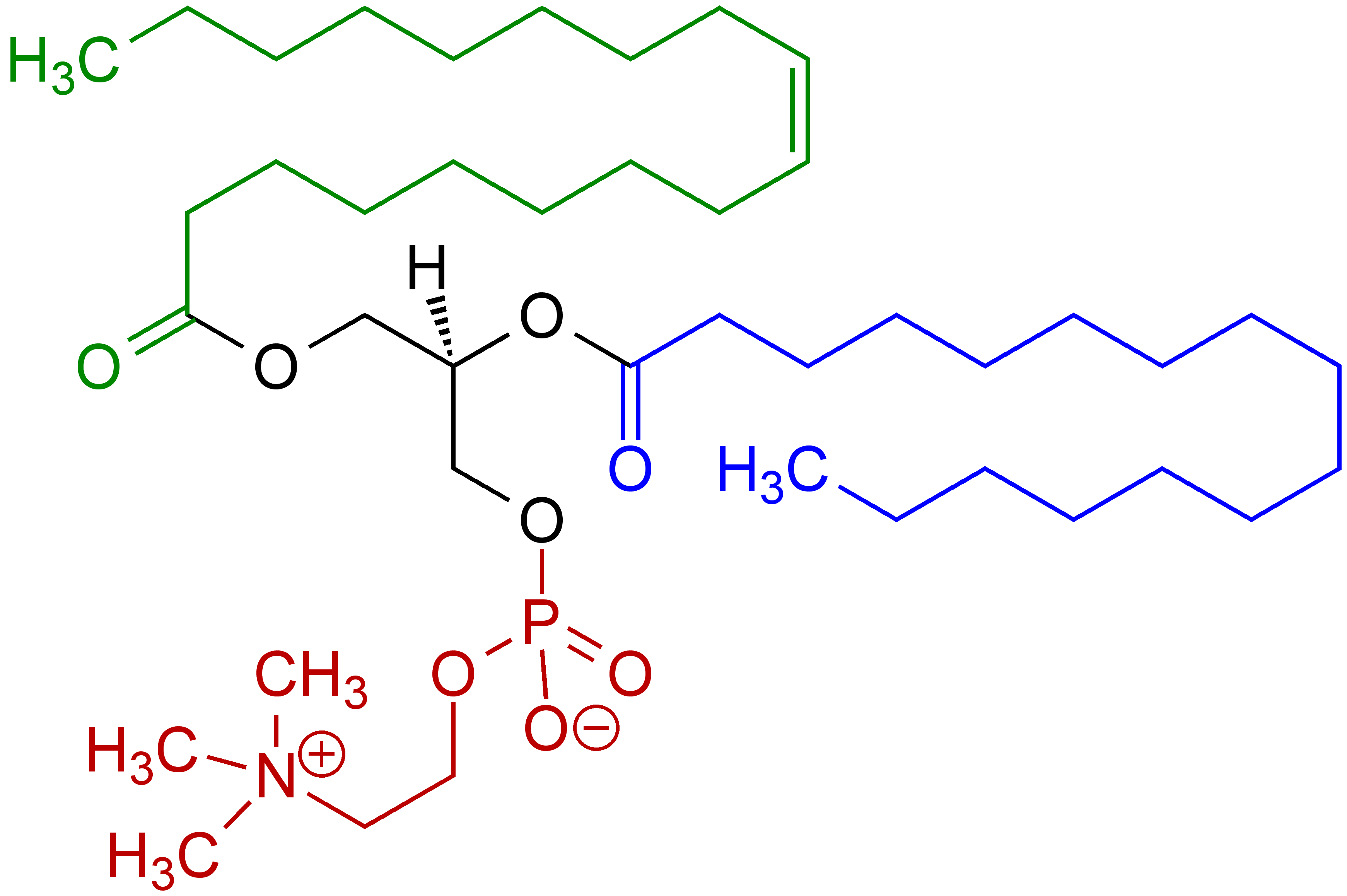
لسیتین

لسیتین یک لغت یونانی و به معنای زرده تخم مرغ است و علت نام‌گذاری آن، وجود میزان فراوان لسیتین در زرده تخم مرغ و همچنین کشف این ماده برای اولین بار در زرده تخم مرغ بوده‌است.
لسیتین، یک گروه از فسفولیپیدها می‌باشند که ترکیب اسید، گلیسرول، کولین با اسیدهای چرب مانند فسفاتیدیل کولین، فسفاتیدیل اینوزیتول و فسفاتیدیل اتانل آمین.

## ساختار
لسیتین فسفولیپیدی است که در تمام موجودات زنده یافت می‌شود. این ماده مخلوطی از دی گلیسرید اسیدهای چرب استئاریک، پالمیتیک و اولئیک با استر کولین اسید فسفریک است. بدن قادر به ساختن لسیتین است، به‌علاوه لسیتین را می‌توان در بسیاری از غذاها یافت.

## بیولوژی
فسفاتیدیل کولین (از لسیتین‌ها) به عنوان فسفولیپید غالب (بیش از ۵۰٪) در غشای بیشتر سلول‌های پستانداران است. فسفاتیدیل کولین مهم‌ترین فسفولیپید غشاء سلولی بوده و پیش ساز استیل کولین می‌باشد.

## فیزیولوژی
لسیتین درتشکیل سلول‌ها عصبی و ساختمان مغزی نقش بسیار مهمی دارد؛ لذا ممکن است مصرف لسیتین کافی در دوران حاملگی هنگام تشکیل سیستم عصبی و مغز جنین مؤثر باشد. (افزایش هوش در بچه‌ها) لسیتین ممکن است در کاهش حافظه نیز نقش پیش‌گیری‌کننده داشته باشد.
لسیتین در بدن احتمالاً موجب کاهش سطح کلسترول می‌شود. کاهش سطح کلسترول در پیشگیری از ابتلا به آترواسکلروز عروقی و سنگ کیسه صفرا مؤثر است.
لسیتین همراه ویتامین سی نقش مهمی در سوخت و ساز چربی‌های پوست دارد لذا در بهبود آکنه، سلامت و طراوت پوست و مو ممکن است مفید باشد.